# Beutmühle (Buttenwiesen)
Beutmühle ist eine Einöde der Gemeinde Buttenwiesen im schwäbischen Landkreis Dillingen an der Donau in Bayern. Sie liegt südöstlich von Illemad in der Gemarkung Lauterbach.
Beutmühle wird um 1270 als Mühle genannt und im 15. Jahrhundert unter ihrem heutigen Namen überliefert. Beutmühle gehörte zur Reichspflege Wörth (Donauwörth).

## Religion
Kirchlich gehört die Beutmühle zur katholischen Pfarrei Buttenwiesen.

## Bodendenkmäler
Siehe: Liste der Bodendenkmäler in Buttenwiesen